# Баксан (река)
Бакса́н (кабард.-черк. Бахъсэн, карач.-балк. Басхан) — река на Северном Кавказе в Кабардино-Балкарской Республике. Правый приток Малки (бассейн Терека). Верховье реки у истока, иногда встречается под названием Азау. Средний расход воды — 33,6 м³/с.

## Описание
Длина реки составляет — 169 км, площадь водосборного бассейна — 6800 км². Баксан берёт начало из ледников Азау Большой и Азау Малый в районе Эльбруса. Питание преимущественно ледниковое, снеговое и подземное. Половодье в июле-августе. Имеет множество притоков, наиболее крупными из которых являются реки Черек и Чегем, которые впадают в неё чуть выше слияния с Малкой.
В верховьях Баксана и его притоков расположены альпинистские лагеря Баксан, Джан-Тууган, Эльбрус и другие, национальный парк «Приэльбрусье», обсерватория Терскол.
На реке Баксан расположены города — Тырныауз и Баксан, а напротив места впадения в Малку — город Прохладный.
В низовьях воды используются для орошения (Баксанская оросительная система), на реке построена Баксанская ГЭС.
Имеет повышенный уровень загрязнённости.

## Этимология
Этимология названия реки имеет несколько вариантов происхождения. Кабардинское название реки — Бахъсэн, можно перевести как — «сеющий пар» или — «пенящаяся». Л. В. Вегенер считал, что в основе топонима возможно лежит балкарское басхан — «затопляющая».